# Itala (Vetus Latina)
Itala ili Vetus Latina, naziv je za očuvane ulomke starih prijevoda Biblije na latinski jezik, koji su kolali (uglavnom u Italiji i na Iberijskom poluotoku) prije pojave prijevoda sv. Jeronima (tzv. Vulgata).